# Менза (село)
Ме́нза — село в Красночикойском районе Забайкальского края. Административный центр сельского поселения «Мензинское».

## География
Село находится на правом берегу реки Менза, на расстоянии 186 км к югу от села Красный Чикой, административного центра района.

## История
Село основано после подписания Буринского договора в 1728—1730 годах как пограничный караул на российско-цинской границе. В 1872—1918 годах являлось центром Мензинской станицы 1-го военного отдела Забайкальского казачьего войска.

## Население
| 1926 | 1989 | 2002 | 2010 | 2021 |
| ---- | ---- | ---- | ---- | ---- |
| 1126 | ↘419 | ↘395 | ↘339 | ↘269 |

## Экономика
Основное занятие жителей — сельскохозяйственное производство в коллективном (СПК «Менза») и личных подсобных хозяйствах.

## Инфраструктура
В селе действуют средняя общеобразовательная школа, детский сад, дом культуры, музей Мензинской средней школы, библиотека-филиал, сельская участковая больница, отделение связи. До 1990-х годов функционировал аэропорт. В феврале 2017 года была введена в эксплуатацию солнечная электростанция мощностью 120 кВт.

## Достопримечательности
В окрестностях села находится памятник археологии Кристинкина пещера.

## Фоторепортажи
- Дмитрий Чистопрудов. Да будет свет! ЖЖ (8 февраля 2017). Дата обращения: 10 февраля 2017.